# Grafkelder van Stein
De Grafkelder van Stein is een neolithische grafkelder die wordt toegerekend aan de Seine-Oise-Marnecultuur en is thans gelegen in het Limburgse dorp Stein in de Nederlandse gemeente Stein. De grafkelder is na zijn ontdekking in zijn geheel overbouwd door het Archeologiemuseum Stein dat gelegen is aan de Hoppenkampstraat, waarbij de grafkelder het centrale deel is van de tentoonstelling van het archeologiemuseum.

## Opbouw
De grafkelder bestaat uit een vloer van veldkeien die keurig naast elkaar gelegd waren. Het betreft een langwerpige gegraven kuil, waarvan men de vloer met stenen heeft belegd. Aan de zijkanten van de kuil zou men hout hebben aangebracht en het geheel zou overdekt zijn geweest met hout en aarde.
De kelder werd in leemgrond uitgegraven en men belegde de vloer met stenen. De leemwanden waren niet stevig genoeg en moeten in de loop der tijd zijn gaan afkalven. Men heeft toen een stuk van de vloer opgebroken om daar kuilen te graven en daar vier zware houten palen te plaatsen. Vervolgens gebruikte men de houten palen om daartegen wanden van hout te plaatsen om de leemgrond tegen te houden.

## Vondsten
Bij het opgraven van de grafkelder in 1963 vond men de crematieresten van een aantal kinderen en volwassenen, ongeveer 35 mensen, alsmede de scherven van een grote pot, een aantal benen en meer dan honderd vuurstenen pijlspitsen. Mede op basis van de scherven van deze pot rekent men de Grafkelder van Stein tot de Seine-Oise-Marnecultuur. In de grafkelder heeft men ook een brok houtskool gevonden dat men heeft laten onderzoeken en een C14-datering heeft opgeleverd van rond 3000 v.Chr.
In de directe omgeving zijn er ook sporen gevonden van de bandkeramische cultuur die uit een eerdere periode stammen en niets van doen hebben met de grafkelder.
Er werd ook een kraaghalsflesje aangetroffen.

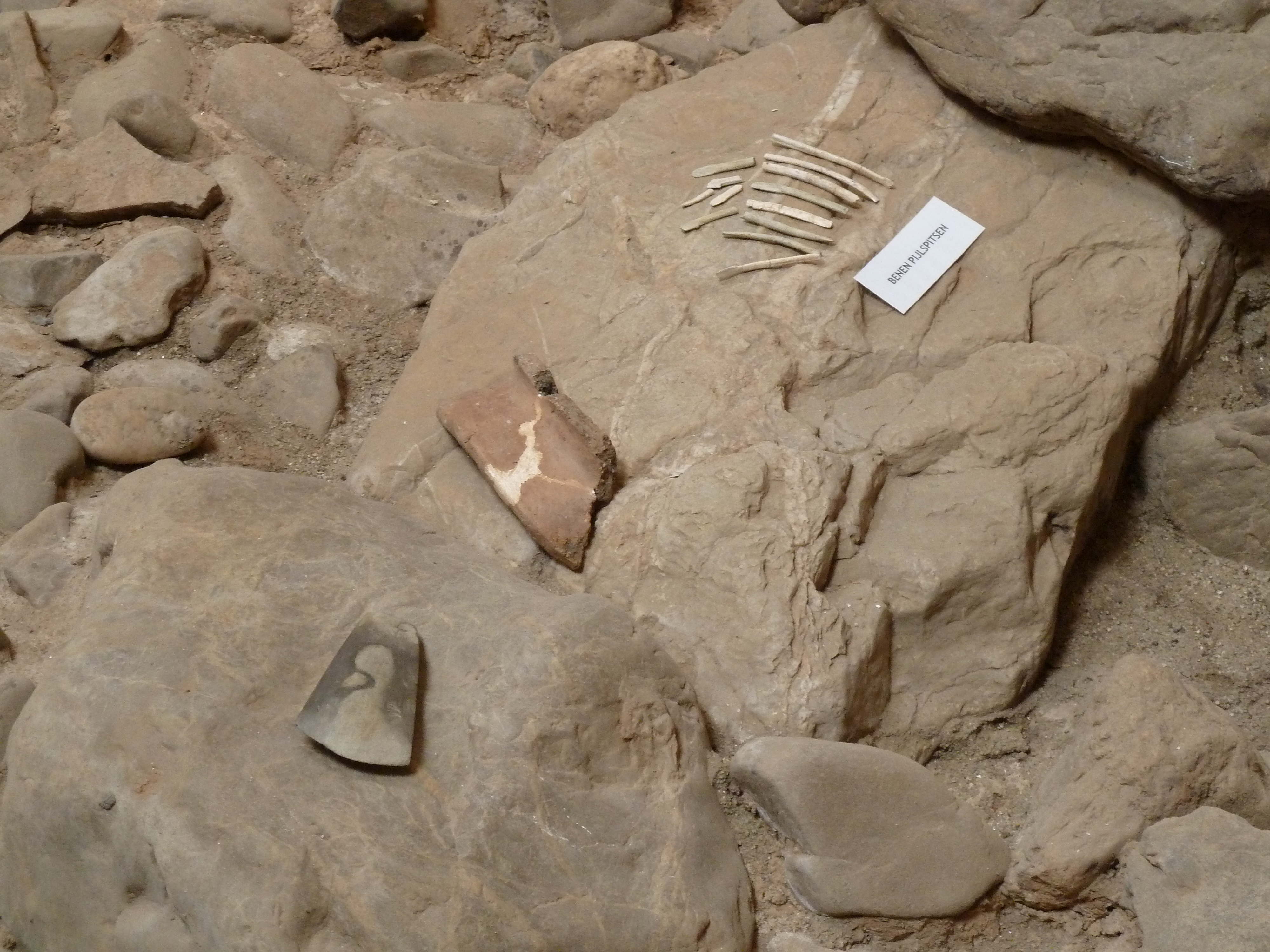
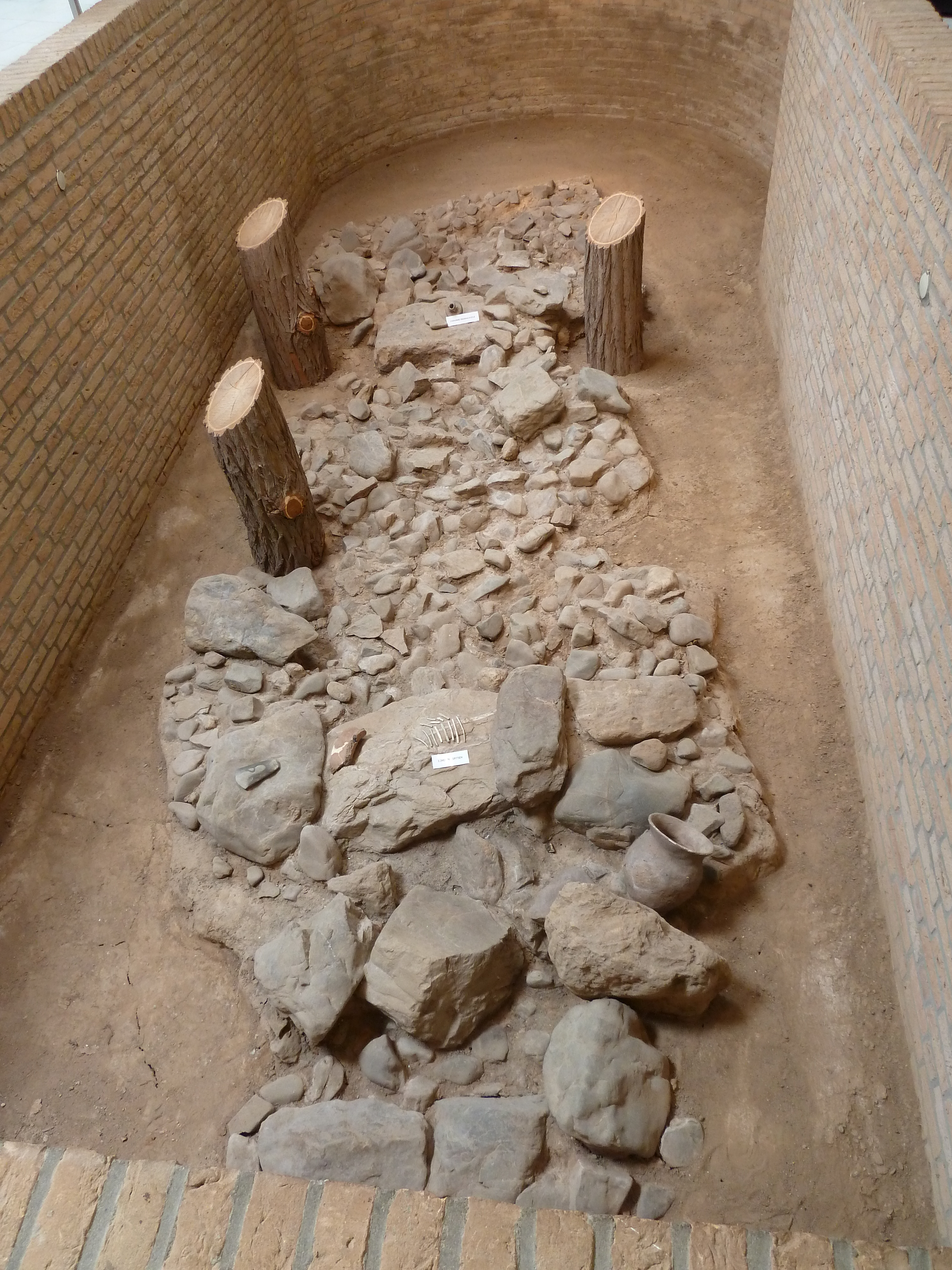
Onderaan de foto een pot met andere vondsten
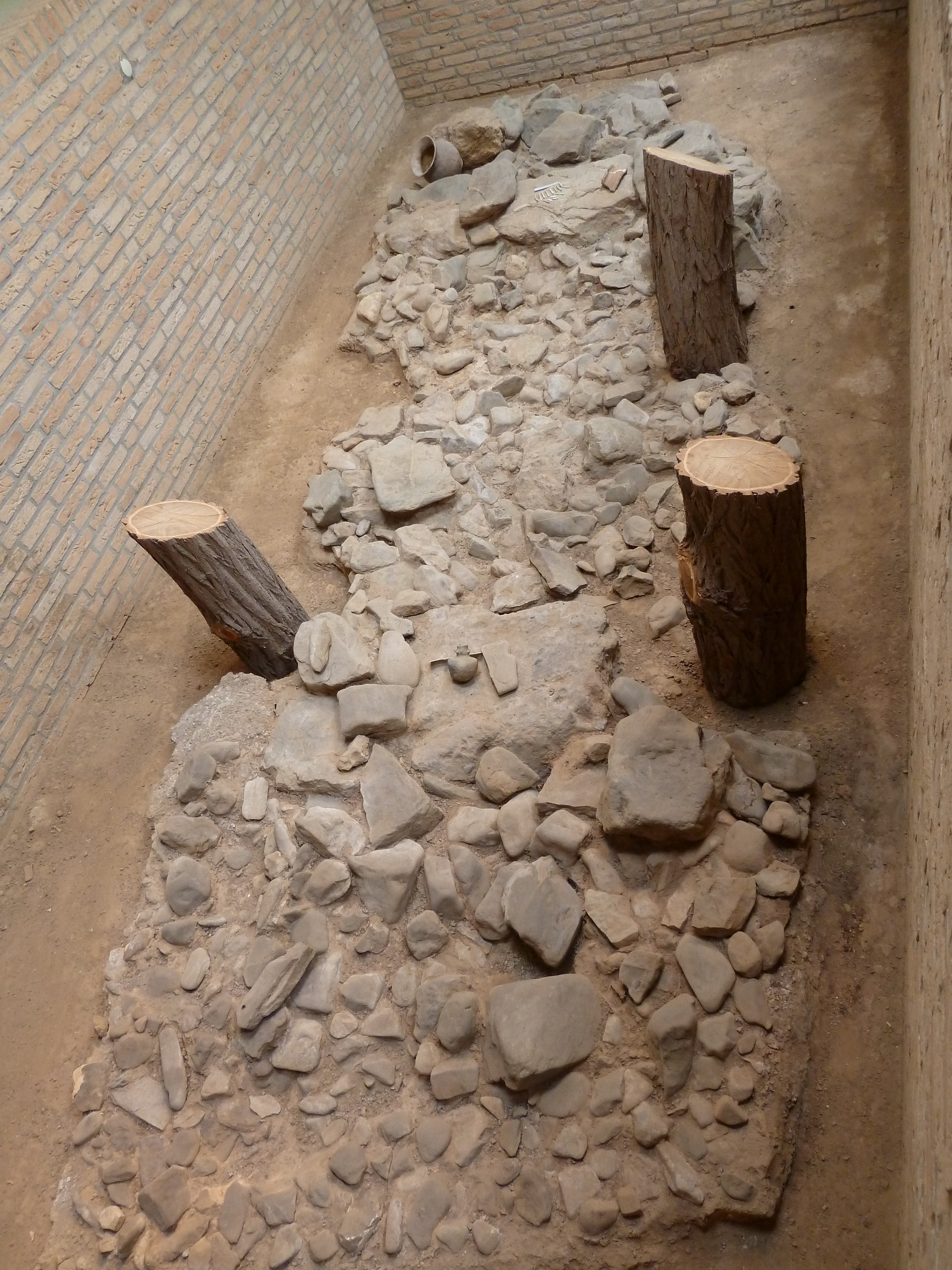